# Northrop P-61 Black Widow

Схематичне креслення нічного винищувача «Нортроп» P-61 «Блек Відоу»

«Нортроп» P-61 «Блек Відоу» (англ. Northrop P-61 Black Widow) — американський суцільнометалевий двомоторний двобалковий нічний винищувач виробництва авіакомпанії Northrop, розроблений під час Другої світової війни. Перебував на озброєнні ВПС армії США за часів Другої світової війни.
Вперше у повітря піднявся 26 травня 1942 року, а в жовтні 1943 року став на складальну лінію серійного виробництва. P-61 «Блек Відоу» був першим спеціально розробленим нічним винищувачем в історії авіації США, який до того ж вперше використовував авіаційний радар. Екіпаж літака складався з трьох льотчиків: пілота, стрільця та оператора радіолокаційної установки. Озброєний винищувач був чотирма 20-мм автоматичними гарматами Hispano-Suiza HS.404 та чотирма великокаліберними авіаційними кулеметами Browning M2.
Хоча літак надійшов на озброєння винищувальних частин тільки в 1944 році, за стислий термін P-61 «Блек Відоу» продемонстрував себе найкращим чином. Цей найважчий, найбільший та найпотужніший винищувач Другої світової війни встиг взяти участь у повітряних боях по всіх театрах світового конфлікту: в Європі, на Тихому океані, в Китаї та Бірмі, на Середземномор'ї. Після війни продовжував перебувати на озброєнні Командування аерокосмічної оборони (до 1948 року) та 5-ї повітряної армії (до 1950 року) як всепогодний, денний/нічний винищувач-перехоплювач далекого радіуса дії.

## Історія

### Створення
На початку 1940 року представники американської компанії Northrop були запрошені на зустріч до Лондона, де обговорювалися плани створення нічних винищувачів. У той самий час відбувалися інтенсивні нічні нальоти літаків Люфтваффе на англійські міста, а Королівські Повітряні сили не мали літаків, здатних ефективно протистояти нічним нальотам ворожої авіації. Денні винищувачі Spitfire і Hurricane, як правило, виявляли літаки противника тоді, коли ті вже скинули свої бомби на цілі. Великої Британії конче був потрібний нічний винищувач, і вони звернулися з пропозицією створити такий літак до ряду компаній, зокрема Northrop.

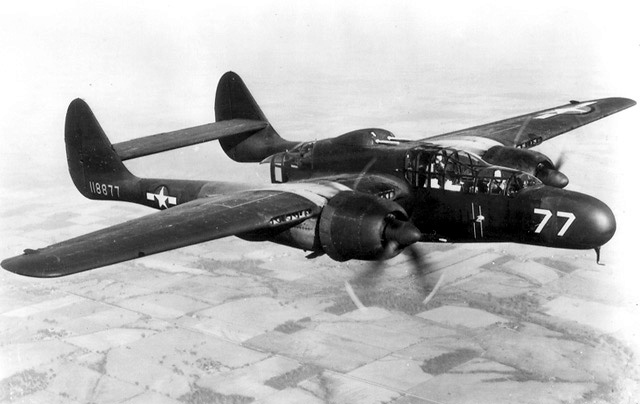
Прототип нічного винищувача «Нортроп» XP-61

Керівництво Northrop досить швидко прийшло до висновку, що на виконання всіх вимог необхідний літак з досить великими габаритними розмірами і силовою установкою з двох двигунів.
Водночас командування повітряних сил армії США також виявляло зацікавленість до нічного винищувача. Командувач військовою авіацією генерал-лейтенант Д.Еммонс був присутній у Лондоні на брифінгу, присвяченому останнім досягненням виявлення цілей за допомогою радарів і був свідком нічних нальотів. З 1940 року британські вчені працювали над першими версіями радіолокаційних станцій, які можна було б нести на борту літаків, дозволяючи їм виявляти і перехоплювати літаки противника без наземного наведення.
Влітку 1940 року в США почалася розробка специфікації на нічний винищувач, а восени 1940 року вийшла у світ попередня специфікація на нічний винищувач. Варто підкреслити, що на той час жодна американська авіабудівна компанія не працювала над проєктом нічного винищувача, за виключенням Douglas, яка розпочала роботу над прототипом нічного винищувача XA-26A.
Перший робочий проєкт нічного винищувача Northrop становив літак з довгим фюзеляжем, який встановлювався між двома мотогондолами. У кожній мотогондолі встановлювався зіркоподібний дворядний 18-циліндровий двигун повітряного охолодження Pratt & Whitney R-2800-65W Double Wasp.
14 листопада 1940 року Northrop представила попередній проєкт Командуванню повітряних сил армії США. Потім проєкт зазнав ще низку змін та переосмислень і врешті-решт 17 грудня 1940 року з компанією було укладено формальний контракт на два експериментальних літаки і два невеликих масштабних макети літака для проведення досліджень в аеродинамічній трубі. 10 січня 1941 року уклали остаточний контракт, згідно з яким літак отримав армійське позначення XP-61. 2 квітня 1941 року представникам військової авіації продемонстрували перший повнорозмірний макет корпусу майбутнього літака.

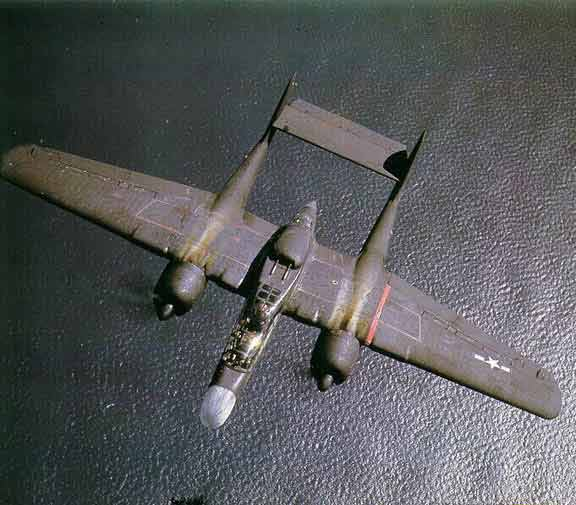
«Нортроп» P-61 «Блек Відоу» на польоті. Вигляд з гори

Протягом літа 1941 року продовжувалося виготовлення дослідних зразків XP-61, хоча авіаційні конструктори фірми зіткнулися з низкою проблем. До моменту початку випробувань прототип не був готовий через запізнення з поставкою General Electric турельної установки, компанія Curtiss не встигла розробити потрібний чотирилопатевий пропелер Curtiss Electric C5425-A10. В результаті всіх затримок перший дослідний зразок XP-61 зійшов зі складальної лінії в Готорні тільки 8 травня 1942 року.
У процесі виготовлення дослідного зразка XP-61 через різних змін постійно збільшувався злітна вага. В результаті до моменту готовності дослідний зразок мав суху вагу 10 150 кг, а злітна вага сягала 13 460 кг. Рульожні випробування почалися майже відразу після виготовлення літака і 21 травня 1942 року прототип XP-61, оснащений двома зіркоподібними двигунами Pratt & Whitney R-2800-25 Double Wasp, вперше піднявся в повітря зі злітної смуги аеродрому Northrop Field. 26 травня 1942 року, льотчик-випробувач компанії Northrop Венс Бріс здійснив перший офіційний політ на XP-61. Після 15-хвилинного польоту Бріс сказав Джеку Нортропу: «…Ви створили до біса прекрасний літак!»
6 серпня 1943 року армії був поставлений перший YP-61, останній надійшов до вересня 1943 року. Остаточна сума контракту склала 64 958 400 американських доларів. Зовні серійні зразки трохи відрізнялися від перших дослідних зразків XP-61. Основною відмінністю стала заміна двигунів — двигуни Pratt & Whitney R-2800-25 Double Wasp замінили на Pratt & Whitney R-2800-10.
Відповідно до основного призначення всі YP-61 були повністю пофарбовані в чорний матовий колір, що і призвело до отримання прізвиська Black Widow («чорна вдова» — північноамериканський отруйний павук-птахоїд).

### Основні серії

#### P-61A
У жовтні 1943 року був зібраний перший серійний варіант «Блек Відоу» — P-61A. Тільки перші 37 з 45 P-61A-1 були обладнані надфюзеляжними турельними установками з чотирма кулеметами M2. Фактично, більше половини з усіх P-61A не мали цієї установки через виникнення під час польоту винищувача серйозного аеродинамічного бафтінга, коли турельна установка мимовільно піднімалась або оберталася по азимуту. У зв'язку з цими причинами Northrop вирішила, починаючи з 38-го P-61A не ставити надфюзеляжну турель. Зняття турельної установки зі стрільцем і зняте устаткування наведення кулеметів дали виграш у вазі понад 725 кг, що дало P-61A збільшення максимальної швидкості на 5 км/год порівняно з YP-61.

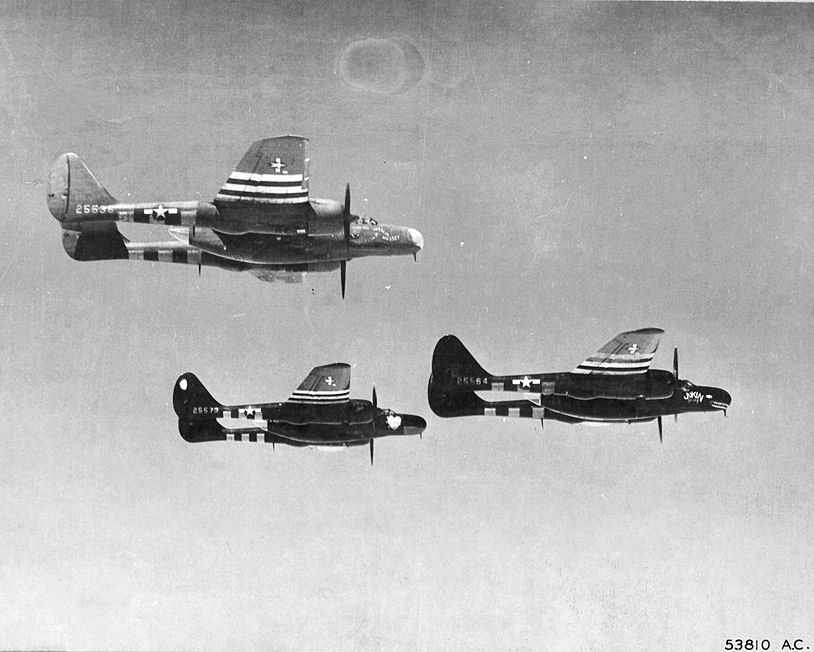
P-61A «Блек Відоу» 422-ї ескадрильї на вильоті. Червень 1944

Під час виробництва Р-61A мали місце деякі зміни і варіанти. Починаючи з 46 серійного літака двигуни Pratt & Whitney R-2800-10 Double Wasp злітною потужністю 2 000 к. с. були замінені двигунами Pratt & Whitney R-2800-65 Double Wasp злітною потужністю 2 250 к. с. і літак із новими двигунами отримав позначення P-61A-5-NO.
Першою бойовою частиною, переозброєною на P-61A, стала 6-та ескадрилья нічних винищувачів, яка базувалась на Гавайських островах. До цього в них на озброєнні перебували P-70 «Гевок» і P-38J. Пілоти ескадрильї швидко дійшли висновку, що незважаючи на великі розміри, P-61 був досить слухняний в управлінні. Повністю завантажений літак міг продовжувати політ при одному непрацюючому двигуні.
1 травня 1944 року 6-та ескадрилья отримала на авіабазі Гіккам свій перший Р-61А. Після повного укомплектування ескадрилья зробила переліт на аеродром на Сайпані.
На Європейському театрі війни першою частиною, що 9 травня 1944 року отримала P-61A стала 422-га ескадрилья нічних винищувачів.
Бойові дії переозброєння частини на обох ТВД почали майже негайно, але першу перемогу в повітряному бою на «Блек Відоу» здобув 30 червня літак 6-ї ескадрильї, яка билася на Тихому океані, котрий збив бомбардувальник ВПС Японії Mitsubishi G4M Betty, що впав у море і вибухнув поблизу Сайпан.
У Європі першу перемогу здобув літак зі складу 422-ї ескадрильї, який уночі 15/16 липня 1944 року збив німецький некерований літак-снаряд V-1. Згодом «Блек Відоу» досить широко застосовувалися проти німецьких літаків-снарядів V-1. Оскільки V-1 була трохи швидше за P-61, то щоб наблизитися до V-1, «Блек Відоу» були змушені перед атакою входити в невелике пікірування.

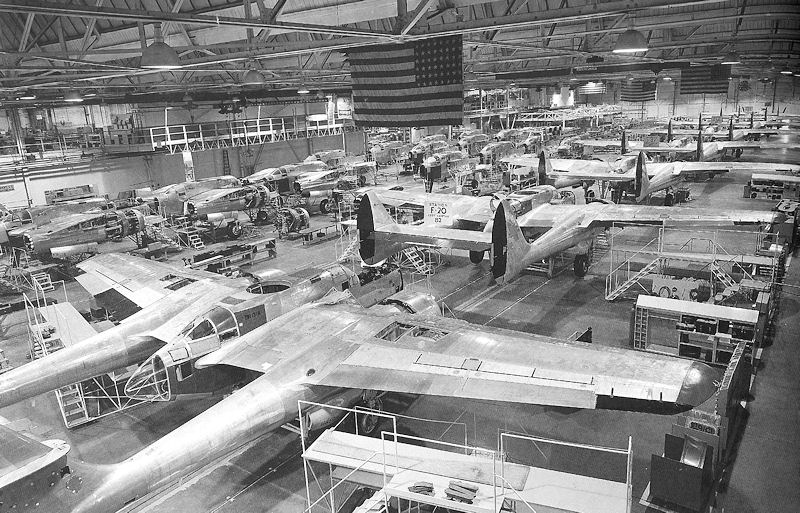
Складальний цех P-61B «Блек Відоу» на заводі

#### P-61B
У липні 1944 року фірма «Нортроп» розпочала збирання новітніх модифікацій нічного винищувача P-61 Black Widow — P-61В. На початку 1944 року для установки на P-61 стала доступною нова і потужніша бортова радіолокаційна станція SCR-720C, яка мала збільшений майже до 100 миль діапазон виявлення і більш чітке зображення цілі. Зовні P-61В практично не відрізнявся від P-61A, лише довжина носового відсіку була більше через використання радара SCR-720C.
Крім того в конструкцію літака була внесена низка удосконалень і доопрацювань, запропонованих у ході експлуатації літаків моделі Р-61А. А саме Р-61B отримав вдосконалену систему опалення кабін екіпажу, а також автоматично керовані жалюзі маслорадіаторів двигунів. Маслобаки були перенесені з крила всередину мотогондол. Була додана посадкова фара, що кріпилася на носовій стійці шасі. На моделі «В» застосували прилад нічного бачення, який складався з 5,8-кратного нічного бінокля з оптичним прицілом.
Першими машинами моделі «В» стали літаки серій P-61B-1-NO (всього 62 машини) і P-61B-2-NO (всього 39 машин) незначно відрізнялися один від одного.
| Порівняльні характеристики серій «Нортроп» P-61 «Блек Відоу» |                              |                                          |                                          |                              |                              |                                          |                              |                                          |                                          |
| Серія                                                        | YP-61                        | P-61A                                    | P-61B                                    | P-61C                        | P-61D                        | P-61E                                    | P-61F                        | P-61G                                    | P-61H                                    |
| Розмах крила, м                                              | 20,12                        | 20,12                                    | 20,12                                    | 20,12                        | 20,12                        | 20,12                                    | 20,12                        | 20,12                                    | 20,12                                    |
| Довжина, м                                                   | 14,80                        | 14,92                                    | 15,11                                    | 15,11                        | 15,11                        | 15,50                                    | 15,11                        | 15,11                                    | 15,11                                    |
| Висота, м                                                    | 4,30                         | 4,32                                     | 4,47                                     | 4,47                         | 4,47                         | 4,47                                     | 4,47                         | 4,47                                     | 4,47                                     |
| Площа крила, м2                                              | 61,60                        | 61,77                                    | 61,53                                    | 61,53                        | 61,53                        | 61,53                                    | 61,53                        | 61,53                                    | 61,53                                    |
| Маса, кг                                                     |                              |                                          |                                          |                              |                              |                                          |                              |                                          |                                          |
| Порожнього, кг                                               | 9 705                        | 9 518                                    | 10 637                                   | 11 520                       | 10 580                       | 9 682                                    | 11 520                       | 10 637                                   | 10 637                                   |
| Максимальна, кг                                              | 13 469                       | 14 710                                   | 16 420                                   | 16 720                       | 18 030                       | 20 943                                   | 16 720                       | 16 420                                   | 16 420                                   |
| Тип двигуна                                                  | 2 ПД Pratt Whitney R-2800-10 | 2 ПД Pratt Whitney R-2800-65 Double Wasp | 2 ПД Pratt Whitney R-2800-65 Double Wasp | 2 ПД Pratt Whitney R-2800-73 | 2 ПД Pratt Whitney R-2800-77 | 2 ПД Pratt Whitney R-2800-73 Double Wasp | 2 ПД Pratt Whitney R-2800-73 | 2 ПД Pratt Whitney R-2800-65 Double Wasp | 2 ПД Pratt Whitney R-2800-65 Double Wasp |
| Потужність                                                   | 2 х 2000                     | 2 х 2250                                 | 2 х 2000                                 | 2 х 2100                     | 2 х 2200                     | 2 х 2000                                 | 2 х 2100                     | 2 х 2000                                 | 2 х 2000                                 |
| Макс.швидкість, км/год                                       | 594                          | 590                                      | 589                                      | 688                          | 688                          | 605                                      | 688                          | 589                                      | 589                                      |
| Кр.швидкість, км/год                                         | 427                          | 421                                      | 428                                      | 443                          | 447                          | 421                                      | 443                          | 428                                      | 428                                      |
| Практична дальність, км                                      | 1 948                        | 1 665                                    | 2 175                                    | 1 931                        | 2 004                        | 4 106                                    | 1 931                        | 2 175                                    | 2 175                                    |
| Макс.швидкопідйомність, м/хв.                                | 774                          | 693                                      | 774                                      | 774                          | 789                          | 721                                      | 774                          | 774                                      | 774                                      |
| Практична стеля, м                                           | 10 363                       | 10 100                                   | 10 090                                   | 12 500                       | 13 100                       | 9 143                                    | 12 500                       | 10 090                                   | 10 090                                   |
| Екіпаж                                                       | 3                            | 3                                        | 3                                        | 3                            | 3                            | 2                                        | 3                            | 3                                        | 3                                        |

#### P-61C
Наступною модифікацією «Блек Відоу», що надійшла на озброєння, став Р-61С, який відрізнявся більш високими льотними даними. Більшість екіпажів «Блек Відо» позитивно відгукувалися про літак, особливо про його маневреності та озброєнні. Однак цього для нічного винищувача було недостатньо. Йому явно не вистачало швидкості і стелі. 11 листопада 1943 року «Нортроп» отримала замовлення на покращений варіант «Блек Відоу» — ХР-61С.
Новий ХР-61С зовні відрізнявся від модифікацій «А» і «В» великими бульбоподібними обтічниками для турбокомпресорів під мотогондолами.
Перший серійний P-61C-1-NO зійшов зі складальної лінії заводу тільки на початку 1945 року. Попри зростанню ваги порожнього літака на 900 кг, льотні характеристики винищувача помітно покращилися. Максимальна швидкість досягала 688 км/год на висоті 9150 м, стеля — 12 500 м, а висота 9150 м набиралася за 14,6 хв.
Р-61С отримав і повітряні гальма — перфоровані щитки на верхній і нижній поверхнях крила. Це повинно було виключити проскакування літака повз ціль на високій швидкості. Для збільшення запасу палива Р-61С отримав чотири підкрильових пілони (два під центропланом і два під консолями), кожен під 1 175-л паливний бак, що скидається.
У липні 1945 року перший Р-61С надійшов до підрозділу авіації США. Однак війна на Тихому океані закінчилася раніше, ніж Р-61С потрапили до стройових частин, 28 січня 1946 року був зданий останній, 51-й P-61C-1-NO, решту так і не поставили армії, а здали на брухт.
Більшість пілотів, що літали на Р-61С, відзначали, що зростання злітної ваги зробило літак менш маневреним. Службова кар'єра Р-61С була короткою, тому що їх скоро потіснили реактивні винищувачі. Більшість Р-61С було використано в ролі дослідних та випробувальних літаків. До кінця березня 1949 року більшість Р-61С було здано на злам. Дві машини були продані приватним фірмам, а дві — потрапили в музеї.

## Конструкція та дизайн
«Нортроп» P-61 «Блек Відоу» — вільнонесучий середньоплан суцільнометалевої конструкції, побудований за двобалковою схемою, який встановлювався між двома мотогондолами. У кожній мотогондолі встановлювався зіркоподібний дворядний 18-циліндровий двигун повітряного охолодження «Пратт-Уїтні» R-2800 «Дабл Восп». Потужність двигунів на літаках різних серій варіювалася від 2000 до 2800 к. с.
Мотогондола переходила в довгу, що звужується до хвостової частини, балку і оснащувалася вертикальним стабілізатором і кермом напрямку. Обидві балки пов'язувалися між собою окремим горизонтальним стабілізатором великої площі з кермом висоти. У фюзеляжі розміщувався екіпаж, радарна установка і дві чотирикулеметні турельні установки в носовій і хвостовій частині літака. Екіпаж нічного винищувача складався з трьох осіб — пілота, стрільця і оператора РЛС. У передній двомісній кабіні розташовувався пілот, за ним — оператор РЛС, робоче місце якого було піднято вище, ніж у пілота. Робоче місце стрільця знаходилося в хвостовій частині фюзеляжної гондоли.
Озброєння літака спочатку складалося з чотирьох 20-мм автоматичних гармат Hispano-Suiza HS.404 у нижній частині фюзеляжної гондоли та чотирьох 12,7-мм авіаційних кулеметів M2 під дистанційно керованою туреллю, що обертається на фюзеляжі. У результаті літак виходив «літаючою зеніткою», до того ж досить ефективною.
На P-61 «Блек Відоу» застосували радарну бортову систему перехоплення (англ. Airborne Interception (AI), причому установка РЛС була вперше запланована ще на стадії розробки проєкту. Цей радар був подальшим розвитком радара SCR-268, який пройшов перевірку в повітрі на спеціально підготовленому літаку B-18A «Боло». 18 червня 1941 року Radiation Laboratory закінчила розробку на основі англійського літакового локатора сантиметрового діапазону попереднього проєкту радара під позначенням AI-10, призначеного для установки в P-61. AI-10 отримав армійське позначення SCR-520 (SCR позначало англ. «Signal Corp Radio», але в деяких джерелах скорочення розшифровується як англ. «Searchlight Control Radar»).
Радар SCR-520A мав пошуковий радіопередавач, встановлений у носовій частині літака з діапазоном дії до п'яти миль. SCR-520A міг також використовуватися як бортовий маяк, надавати навігаційну допомогу і застосовуватися для дій як автовідповідач системи «свій-чужий» (англ. Identification Friend or Foe — IFF). Оператор РЛС XP-61 визначав ціль і напрямок на неї, а пілот направляв літак на ціль за допомогою приладів, встановлених у центрі його приладової панелі.

## Модифікації

### Прототипи
- XP-61 — експериментальний прототип літака, оснащений двигунами R-2800-10 2000 к. с. Побудовані 2 одиниці.
- YP-61 — досерійний екземпляр винищувача. 1 літак.

### P-61A
- P-61A-1 — перший серійний варіант нічного винищувача, оснащений двигунами R-2800-10 2000 к. с. Побудовані 45 одиниць (останні сім у партії без турелі).
- P-61A-5 — варіант винищувача без турелі. Двигуни R-2800-65 2250 к. с. 35 одиниць.
- P-61A-10 — версія з новою системою подачі води. Побудовано 100 шт.
- P-61A-11 — варіант з вузлами підвіски під кожним крилом для бомб або підвісних баків пального. Побудовано 20 шт.
- XP-61D — один P-61A-5 та один P-61A-10 з двигунами R-2800-14, оснащеними системою турбонаддування GE CH-5-A3. Роботи припинені після надходження P-61C.

### P-61B
- P-61B-1 — удосконалена серія з подовженим на 20 см носом літака через встановлений авіаційний радар SCR-695. Побудовано 62 одиниці.
- P-61B-2 — версія з вузлами підвіски під кожним крилом за зразком P-61A-11. 38 одиниць.
- P-61B-10 — партія з 4 вузлами підвіски під кожним крилом. 46 літаків.
- P-61B-11 — варіант P-61B з встановленою туреллю під 2 12,7-мм кулемети M2. 5 одиниць.
- P-61B-15 — найбільша серія P-61 з туреллю під чотири 12,7-мм кулемети M2. Побудовано 153 шт.
- P-61B-16 — версія з туреллю на два 12,7-мм кулемети M2. Побудовано 6 одиниць.
- P-61B-20 — варіант із новою туреллю на чотири 12,7-мм кулемети M2. Побудовані 84 одиниці.
- P-61B-25 — варіант озброєння з автоматичною системою керування наведенням та вогнем турелі APG-1, поєднаної з радаром. Побудовані 6 шт.
- XP-61E — версія з двох літаків P-61B-10, перероблених на денні ескортні винищувачі далекого радіусу дії. Додаткові паливні баки замість місця оператора РЛС, чотири додаткові 12,7-мм кулемети на місці радара в носовій частині літака.
- P-61G — версія P-61B для метеорологічної розвідки та спостережень. 16 літаків, модернізованих до цієї версії.
- F2T-1N — спеціальний варіант винищувача P-61B для потреб Корпусу морської піхоти. 12 одиниць.

### P-61C
- P-61C — третя серія літака з двигунами R-2800-73 з турбонаддуванням, потужністю 2800 к. с.; швидкістю польоту зросла до 692 км/год на відстань до 9145 м. Однак, винищувач через перевищення злітної маси, розбіг для зльоту збільшився до 5 км, з'явилася поздовжня нестабільність у повітрі. 46 побудовані, 476 — скасовано будівництво після завершення війни.
- TP-61C — версія P-61C, перероблена на навчально-тренувальний літак з подвійним контролем.
- XP-61F — перехідний варіант з P-61C до стандарту XP-61E.

### Інші
- F-15A Reporter — модернізація винищувача для ведення аерофоторозвідки, оснащений камерами замість радіолокаційної станції та міста оператора РЛС. Двигуни R-2800-73 з турбонаддуванням, потужністю 2800 к. с. Перший був виготовлений з XP-61E, другий — з P-61C. Загалом тільки 36 з 175 замовлених були побудовані до кінця війни. Після сформування Повітряних сил США, F-15A перейменований на RF-61C.